# Instytut Badania Reżimów Totalitarnych

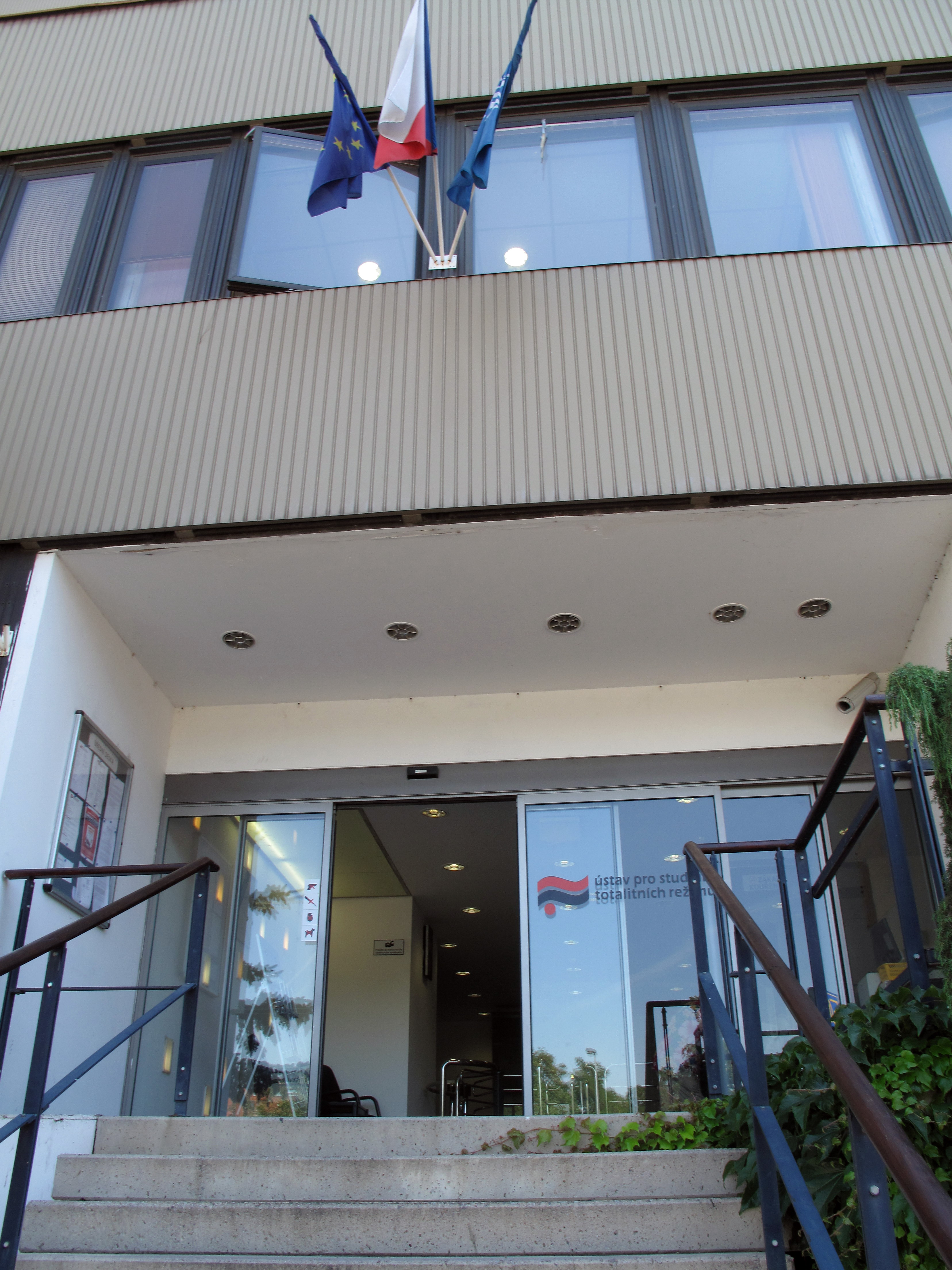
Siedziba Instytutu Badania Reżimów Totalitarnych w Pradze, ul. Siwiecova

Instytut Badania Reżimów Totalitarnych (cz. Ústav pro studium totalitních režimů) – urząd państwowy powołany w 2007 roku przez rząd czeski. Otrzymał zadanie gromadzenia, analizowania i udostępniania dostępnych dokumentów okresu nazistowskiego i komunistycznego. Archiwizowane będą również dokumenty byłej tajnej policji państwowej StB.
Ulicę, przy której znajduje się Instytut, przemianowano w 2009 na cześć Ryszarda Siwca (Siwiecova), a w 2010 przed budynkiem ustawiono obelisk.

## Dyrektorzy
- Pavel Žáček (2008–2010)
- Jiří Pernes (2010)
- Zdeněk Hazdra (2010, p.o.)
- Daniel Herman (2010–2013)
- Pavla Foglová (2013-2014)
- Zdeněk Hazdra (od 2014)